# Angela Edmond
Angela Marie „Angie” Edmond, z domu Paul (ur. 27 marca 1975 roku w Hamilton) – nowozelandzka saneczkarka, uczestniczka Igrzysk Olimpijskich 1998 i 2002.
Podczas Igrzysk Olimpijskich w Nagano w 1998 roku brała udział w saneczkarskich jedynkach kobiet, w których zajęła 19. miejsce. Cztery lata później, na Igrzyskach Olimpijskich w Salt Lake City również startowała w jedynkach kobiet, tym razem zajmując 23. lokatę. Na ceremonii otwarcia igrzysk w 2002 roku była także chorążym reprezentacji Nowej Zelandii.